# Tidslinje for dansk middelalder
Tidslinjen for dansk middelalder omfatter årene mellem 1047 og 1537 (henholdsvis Svend Estridsens tronbestigelse og indførelsen af Reformationen i Danmark). Den omtaler de vigtigste begivenheder i Danmark, og de udenlandske begivenheder, som får betydning for forholdene her i landet.

## Det 11. århundrede
- 1050-1125 De dansk landsbyer finder blivende sted.
- 1053 Svend Estridsen mødes med den tyske kejser, Henrik 3.
- 1054 Det store skisma: brud mellem paven og patriarken af Konstantinopel
- 1060 Organisering af den danske kirke. Dansk mønt får monopol i landet.
- 1069 Det sidste vikingetogt
- 1086 Mordet på Knud den Hellige

## Det 12. århundrede
- 1103 Ærkebispedømmet i Lund oprettes; Erik Ejegod dør på pilgrimsrejse
- 1115 Knud Lavard hertug af Slesvig
- 1120 Ælnoth skriver Knud den Helliges levned
- 1122 Investiturstriden afsluttet: konkordatet i Worms
- 1129 Knud Lavard ”knes” (konge) over abodritterne
- 1131 Knud Lavard dræbes ved Haraldsted
- 1134 Slaget ved Fodevig; Niels dræbes af borgere i Slesvig by
- 1137 Eskil ærkebiskop
- 1139 Roskildekrøniken nedskrives af en ukendt skriver
- 1143 Lübeck grundlægges
- 1146-57 Borgerkrig (mellem Svend, Knud eller Valdemar)
- 1150 Danskere uddannes ved universitet i Paris. Skånemarkedet vinder betydning.
- 1157 Blodgildet i Roskilde; slaget på Grathe Hede
- 1160 Første brug af mursten i Danmark
- 1162 Valdemarsmuren (forstærkning af Danevirke)
- 1167 Borgen i Havn anlægges
- 1169 Arkona og Rügen erobres
- 1185 Venden bliver dansk hertugdømme; Svend Aggesen skriver sin danmarkshistorie; Saxo begynder nedskrivningen af Gesta danorum
- 1186 Ridderskab indføres (skattefrihed mod krigsdeltagelse)
- 1199 Skånske lov nedskrives

## Det 13. århundrede
- 1202 Knud 6. bliver byherre i Lübeck
- 1213 Det middelalderlige beskatningssystem indføres senest dette år
- 1216 Jernbyrd afskaffes som bevismiddel
- 1219 Slaget ved borgen Lyndanisse: Estland erobres; Dannebrog
- 1222 Estland deles mellem Danmark og Sværdridderne
- 1223 Kong Valdemar Sejr og kronprinsen tages til fange af Henrik af Schwerin
- 1225 Kongen og kronprinsen løskøbes for 44.000 mark sølv og hele Holsten
- 1231 Oplysningerne i Kong Valdemars Jordebog samles
- 1236 Sværdridderordenen opløses og indgår i Den tyske orden
- 1241 Jyske lov, den første kongelige lov i Danmark
- 1260 Holstensk angreb på Danmark
- 1261 Dansk nederlag ved slaget på Lohede
- 1262-63 Albrecht af Braunschweig rigsforstander
- 1266-75 Danmark under interdikt
- 1276 Strid på Danehoffet mellem konge og herremænd
- 1282 Erik Klipping underskriver den første håndfæstning
- 1286 Erik Klipping myrdes i Finderup; Valdemar af Slesvig rigsforstander
- 1289-95 Søkrig mellem Erik Menved og Erik Præstehader af Norge

## Det 14. århundrede
- 1301 Rostock erobres
- 1313 Oprør i Nørrejylland: tvangsborgene Horsens, Kalø, Ulstrup og Viborg opføres
- 1326 Gerhard af Holsten bliver lensmand i Sønderjylland
- 1332 Skåne giver sig ind under den svenske konge. Kongeløs tid 1332-40
- 1340 Grev Gerhard af Holsten dræbes i Randers
- 1346 Danmark sælger Estland til Den Tyske Orden
- 1347 Valdemar Atterdag på pilgrimsrejse til Det Hellige Land. Den sorte død hærger i Europa indtil 1352. Danmark rammes i 1350.
- 1360 Skåne erobres
- 1361 Øland og Gotland erobres
- 1362-64 Krig mellem Danmark og Hansestæderne
- 1367-69 Ny krig mellem Danmark og Hansestæderne
- 1370 Stralsundfreden, Skåne pantsættes til hansestæderne
- 1372 Krudt omtales for første gang i Danmark
- 1380 Personalunion mellem Norge og Danmark
- 1385 Skåne gives tilbage af Hansestæderne
- 1397 Erik af Pommern bliver kronet som konge af Sverige, Norge og Danmark

## Det 15. århundrede
- 1400 Papir vinder frem overfor pergament, og dansk vinder frem overfor latin som skriftsprog
- 1404 De holstenske grevers nederlag i Ditmarsken
- 1422 Den store købstadsforordning
- 1426 Indførelse af Øresundstold
- 1427 Lübecks flåde angriber Danmark
- 1432 Nederlandene bliver endegyldigt samlet
- 1438 Bondeoprør i Danmark indtil 1441
- 1439 Erik af Pommern afsat som konge af Sverige og Danmark. Christoffer af Bayern bliver rigsforstander og senere konge
- 1450 Unionsforhandlinger mellem Sverige og Danmark
- 1453 Tyrkerne erobrer Konstantinopel (nu: Istanbul)
- 1460 Christian 1. hertug af Slesvig og Holsten. Personalunion mellem Holsten, Slesvig og Danmark.
- 1479 Københavns universitet indvies
- 1482 Den første trykte bog fremstillet i Danmark
- 1490 Deling af Holsten og Slesvig
- 1492 Christoffer Columbus i Amerika
- 1495 ”Rimkrøniken” tryk i Danmark
- 1497-98 Vasco da Gama finder søvejen til Indien

## Det 16. århundrede
- 1500 Ditmarskerne besejrer den danske ridderhær
- 1502 Sverige løsriver sig fra Unionen
- 1502 Oprør i Norge slås ned
- 1514 ”Gesta danorum” trykt i Paris
- 1520 Det stockholmske blodbad
- 1521 Gustav Vasa gør oprør. Martin Luther stillet for rigsdagen i Worms
- 1523 Oprør mod Christian 2.
- 1523-60 Gustav Vasa konge i Sverige, og Frederik 1. konge af Danmark. Godsejerne får hals- og håndsret over fæstebønderne
- 1524 Frederik 1. konge af Norge
- 1526 Hans Tavsen prædiker reformation i Viborg
- 1530 Billedestorm i Vor Frue Kirke
- 1534-36 Grevens Fejde
- 1536 Kronen konfiskerer alt kirkegods
- 1537 Besegling af reformationen ved indførelse af en ny kirkeordinans